# Liste des personnages de Battlestar Galactica
 (août 2025).
Motif : Trop peu de source pour encadrer le sujet.
- Archive Wikiwix
- Bing
- Cairn
- DuckDuckGo
- E. Universalis
- Gallica
- Google
- G. Books
- G. News
- G. Scholar
- Persée
- Qwant
- (zh) Baidu
- (ru) Yandex
- (wd) trouver des œuvres sur Wikidata

| 1. | Préciser le motif de la pose du bandeau. | Précisez le motif de la pose du bandeau en utilisant la syntaxe suivante : {{admissibilité à vérifier\|date=août 2025\|motif=remplacez ce texte par le motif}}                                                     |
| 2. | Informer les utilisateurs concernés.     | Pensez à avertir le créateur de l'article, par exemple, en insérant le code ci-dessous sur sa page de discussion : {{subst:avertissement admissibilité à vérifier\|Liste des personnages de Battlestar Galactica}} |

Cet article présente les personnages de la série télévisée Battlestar Galactica.

## Personnages principaux

### Adama dans «Galactica»
Dans « Galactica », Adama est interprété par Lorne Greene ; il est le commandant du dernier grand vaisseau militaire, le Battlestar Galactica. Seul survivant du conseil des douze sages, représentant la colonie du capricorne, il devient en conséquence le chef spirituel des colons rescapés, menant la quête de la Terre. En tant que tel, Adama est le pivot de la série.
Il a deux fils Apollo et Zac ainsi qu'une fille Athena qui apparaissent dans la série. Sa femme Ila et son fils Zac sont tués dans l'attaque des Douze Colonies par les cylons.
Adama vient de la planète Caprica, où il est sorti diplômé de l'académie militaire. Assez tôt dans sa carrière, Adama était impliqué dans un projet de recherches parapsychologiques à l'Institut militaire colonial. Il a volé aux côtés de son second, le colonel Tigh, durant leur jeunesse, et a servi sous le commandant Kronus avec le battlestar Rycon.
Il fut l'un des rares membres de l'équipage du Galactica à réapparaître dans la série dérivée Galactica 1980.
Son homologue dans la série Battlestar Galactica est William Adama, interprété par Edward James Olmos.

### William Adama
Acteur : Edward James Olmos (VF : Joël Martineau)
William « Bill » Adama est le commandant du Galactica et le militaire le plus gradé de la flotte de survivants. Alors que la présidente guide la flotte, les décisions militaires sont de son ressort. Il est élevé au rang d'amiral après la mort de l'amiral Helena Cain.
Ses relations avec son fils Lee sont conflictuelles depuis la mort du second fils d'Adama, Zak, que Lee attribue à son père. Ils parviennent à se réconcilier après qu'Adama s'est remis des balles tirées par Sharon « Boomer » Valerii. Adama a également une autre personne qui lui tient fort à cœur : Kara « Starbuck » Thrace, l'ancienne fiancée de Zak, qui se rapproche assez fort de Lee, et qu'il considère comme la fille qu'il n'a jamais eue.
Il est depuis plus de trente ans un ami de son second, le colonel Saul Tigh, qu'il a rencontré dans la flotte marchande coloniale.
Lorsqu'il prend une décision, il ne fléchit pas pour se faire bien voir et assume toutes les conséquences qu'elles peuvent avoir. Il est une sorte de garant de la morale au sein de la flotte, allant même jusqu'à sauver Baltar lors de son procès.

### Laura Roslin
Actrice : Mary McDonnell (VF : Annie Balestra)
Lors de l'attaque des Douze Colonies, Laura Roslin était la secrétaire de l'éducation sous le gouvernement de Richard Adar. Après cette attaque, elle est la plus haute représentante du gouvernement en vie et devient alors la présidente faisant fonction. Elle dirige donc la flotte, sauf en ce qui concerne les décisions militaires qui reviennent à William Adama, étant le militaire le plus gradé.
Elle croit être, comme le prédisent les écritures saintes de l'oracle de la Pythie, le chef mourant menant l'humanité à sa nouvelle patrie. Ses croyances sont confortées par le cancer du sein apparemment incurable dont elle souffre.
Elle part donc à la recherche des premiers indices menant à la Terre, sur Caprica et sur Kobol, tout en renforçant son pouvoir en nommant Gaius Baltar comme vice-président, qui parviendra plus tard à lui retirer son cancer.
Les élections présidentielles qui ont lieu sept mois après l'exode ne reconduisent pas Laura Roslin, mais son dauphin, Baltar. Sur la Nouvelle Caprica, elle reprend son travail d'enseignante et fonde une école pour les enfants des colons. Après la fuite de cette planète, elle retourne à son poste de présidente, soutenue par Adama.
Durant son mandat, elle doit faire face à divers problèmes, dont une grève des techniciens de la flotte. Lors du procès de Baltar, elle annonce publiquement que son cancer est revenu.
Bien que ce soit une femme de convictions, elle n'hésite pas à prendre des décisions difficiles pour le bien des survivants. par exemple, bien qu'elle soit une partisane de la liberté de choix en ce qui concerne l'avortement, elle interdit l'avortement afin d'éviter l'extinction de la race humaine.

### Kara Thrace
Actrice : Katee Sackhoff (VF : Ariane Deviègue)
Lors de l'attaque des Douze Colonies, le lieutenant Kara « Starbuck » Thrace est la meilleure pilote de Viper de la flotte, mais elle a quelques problèmes à se soumettre à la structure militaire. Rebelle, elle ne plaît pas au colonel Saul Tigh dont elle met en évidence le penchant pour l'alcool. Elle a été la fiancée de Zak Adama et se sent coupable de la mort de celui-ci, puisqu'étant que son instructrice de vol, elle lui a donné sa licence alors qu'il avait échoué aux tests d'aptitudes. Son don pour le vol lui permet cependant de défendre la flotte contre les attaques des Cylons.
Sur demande de la présidente Laura Roslin, elle récupère un artefact sur Caprica, où elle rencontre son second amour, Samuel Anders. Une fois revenue au sein de la flotte, elle est mutée sur le Pegasus et y est promue capitaine après avoir rempli avec succès une mission de reconnaissance, initiant la destruction d'un important vaisseau Cylon.
Elle prend la fonction de chef du groupe aérien lorsque Lee Adama accepte de commander le Pegasus, puis s'installe sur la Nouvelle Caprica où elle épouse Anders, brisant par la même occasion son amitié avec Lee. Lors du second exode, elle redevient une simple pilote, mais son moral ne cesse de chuter, sachant à peine choisir entre Lee et Anders.
Lors d'une mission de reconnaissance dans l'atmosphère d'une géante gazeuse, elle revoit des éléments de sa vie passée, comme des moments avec sa mère. Son vaisseau finit par exploser, laissant un grand vide dans la flotte. Deux mois plus tard, alors que la flotte est rejointe par un groupe de vaisseaux cylons, elle réapparaît à Apollo et affirme avoir été sur la Terre et être en mesure d'y mener la flotte. Starbuck guide en fait la flotte vers une Terre dévastée des siècles auparavant par une guerre nucléaire, rendue inhabitable du fait des radiations. Elle y découvre l'émetteur qui l'a guidée : la radio du Viper de Starbuck avec le cadavre de cette dernière aux commandes. Kara comprend alors qu'elle n'est pas ce qu'elle croyait être. Baltar voit en elle la preuve de la Vie après la Mort, ce qui lui attire de nombreux adeptes qui rejettent leur ancienne religion. Lors de la confrontation finale avec Cavil, elle comprend que la musique qui hantait son esprit était les coordonnées d'un monde intact et y mène la flotte. Alors que les survivants décident de s'éparpiller à la surface de la planète qu'ils baptisent Terre pour ne pas rééditer l'erreur de fonder une nouvelle Caprica décadente avant l'heure, Kara disparait après avoir parlé une dernière fois à Apollo, sa mission accomplie.

### Lee Adama
Acteur : Jamie Bamber (VF : Mathias Kozlowski)
Lee « Apollo » Adama est le fils de William Adama, le commandant du Galactica. Il est l'un des meilleurs pilotes de Viper de la flotte et prend le poste de Commandant de Groupe Aérien à la mort du précédent titulaire. Il est en froid avec son père depuis la mort de son frère, Zak. Il existe entre les deux, malgré tout, beaucoup d'affection, ce qui provoque une relation complexe. Très tôt, Apollo développe une grande fidélité à la présidente des Douze Colonies, Laura Roslin. Il devient son conseiller, en particulier en ce qui concerne les relations avec les militaires. Après une attaque des Cylons durant laquelle le commandant du Pegasus décède, Apollo se voit confier ce vaisseau et le grade afférant à une telle fonction. Une fois la flotte installée sur Nouvelle Caprica, il épouse Anastasia Dualla qui vient l'assister à bord du Pegasus en tant que second, malgré son grade de Lieutenant.
Lors de la tentative de sauvetage des réfugiés sur la colonie, il vient au secours du Galactica qui se trouve dans une fâcheuse posture et détruit le Pegasus en l'envoyant sur une base cylon. Plus tard, les relations entre Kara Thrace et Apollo s'améliorent, mais Lee souffre toujours de l'amour tacite qu'il y a entre les deux à cause de leur mariage respectif sur la Nouvelle Caprica. Après une courte liaison, tous deux décident qu'ils n'ont pas d'avenir ensemble, pensant que leur mariage est plus important. La disparition de Thrace force à souffrir intérieurement, ne pouvant montrer son deuil.
Amer, Apollo accepte de prendre en charge la sécurité de l'avocat de Gaius Baltar. Durant le procès de ce dernier et après une énième querelle avec son père, il démissionne de l'armée et aide l'avocat de Baltar dans sa défense. Il parvient à sauver la vie de Baltar grâce à un discours basé sur la morale, reprenant d'un point de vue inhabituel la plupart des faits survenus depuis l'exode de la flotte. Il sera réintégré au sein de l'armée après avoir pris la tête des escadrons de chasseurs et défendu la flotte avec succès lors d'une attaque massive des Cylons (bien que ce succès fut causé en réalité par la découverte des Cinq Derniers par les Cylons).
Il sera élu représentant de Caprica au Quorum des Douze. Lors de la disparition de Laura Roslin, il assumera la présidence par intérim.

### Gaius Baltar
Acteur : James Callis (VF : Guy Chapellier)
Le docteur Gaius Baltar est un scientifique de renom au sein des Douze Colonies. Lors de l'attaque des Colonies, il a une aventure avec une femme qui lui avoue être un Cylon. Elle l'a aidé à élaborer le nouveau programme de défense des Douze Colonies, accédant par là à des informations secrètes qu'elle transmettait aux Cylons. Par un hasard encore inexpliqué, il survit l'attaque nucléaire et réussit à atteindre le vaisseau qui le ramènera sur le Galactica. C'est à ce moment qu'il commence à avoir des visions de Numéro Six, sa maîtresse Cylon. Elle lui montre son implication dans la destruction des Colonies. Elle lui démontre que l'homme génial qu'il est, associé à son narcissisme est en réalité une calamité. Il parvient toutefois à poursuivre ses propres objectifs et cache toutes les informations qu'il a sur les Cylons.
Baltar parvient à se hisser au poste de Vice-Président, toujours poussé par Numéro Six, avant de briguer la présidence et de l'emporter en promettant l'établissement d'une colonie sur la planète récemment découverte, baptisé Nouvelle Caprica. Loin de ressembler à son prédécesseur, Baltar se comporte en dictateur. Lorsque les Cylons découvrent cette planète, et l'abordent avec une foule de vaisseaux en menaçant de raser toute la population humaine, le président Baltar capitule sans résistance au nom du peuple installé. Cela, cumulé à la vie de débauche à laquelle il s'est mené depuis leur installation, retourne définitivement les coloniaux contre lui.
Quelques mois après le début de l'occupation Cylon, Baltar est forcé de signer sous la menace une liste de personnes à exécuter, rédigée par les Cylons. Lors de la libération des Colons par la flotte de l'amiral Adama, Six emmène Baltar sur une base Cylon en même temps que Numéro trois emporte Héra, l'enfant hybride humano-cylon. En tant qu'hôte des Cylons, Baltar entame une relation avec à la fois Numéro Six et Numéro Trois. Lors d'une rencontre ultérieure avec les humains sur une planète d'algues, la flotte récupère Baltar afin de le juger, puisqu'il est responsable des événements survenus sur Nouvelle Caprica, en tant que président à l'époque. Lors du procès, il est déclaré non coupable par trois voix contre deux, mais « non coupable » ne veut pas dire « innocent » comme le souligne l'amiral Adama lors d'un entretien avec la présidente Laura Roslin.
Évacué par des partisans alors qu'une émeute a éclaté à la suite de son acquittement, Baltar se cache dans les tréfonds de la flotte, prodiguant la vision des cylons en matière de religion, affirmant l’unicité de Dieu en lieu et place de la religion polythéiste adoptée par les humains. Il regagne lentement la confiance de ses pairs mais gravement blessé et drogué aux antidouleurs, il avoue à Roslin avoir livré sans le faire exprès les codes de défense aux Cylons. La présidente veut le laisser dans un premier temps se vider lentement de son sang mais elle comprend que se venger de ce dernier ne lui fera que faire perdre sa propre humanité, et décide de lui pardonner à son corps défendant. Baltar aide par la suite la flotte par son talent de scientifique. Arrivé sur Terre, il  accepte de voir les survivants renoncer à la technologie acquise pour repartir sur des bases plus saines. Il décide de s’établir comme simple fermier en compagnie de Numéro 6.

### Numéro six
Actrice : Tricia Helfer (VF : Laura Préjean)
Numéro Six est l'un des douze modèles humanoïdes Cylon dont il existe de nombreuses copies. Celui-ci semble élaboré pour séduire. Elle a aidé le docteur Gaius Baltar à créer le programme de défense coloniale et utilise le scientifique pour permettre aux Cylons d'anéantir l'humanité. Elle lui apparaît plus tard dans des hallucinations qu'elle lui affirme être le résultat d'une puce implantée dans son cerveau. Elle a une foi surprenante en une religion monothéiste. Après avoir ressuscité, la Six que Baltar a connue entame une sorte de révolution au sein des Cylon sur la planète Caprica, occupée. Ce qui a pour conséquence la reconsidération de leur plan et l'abandon temporaire des Douze Colonies.
Une copie du modèle Six, Gina, a été découverte sur le Pegasus lorsque celui-ci rejoint la flotte. Cette copie a fortement été torturée et abusée. Baltar lui permet de s'échapper et elle en profite pour tuer l'amiral Helena Cain, commandante du Pegasus et joindre un mouvement de résistance au sein de la flotte. Elle reçoit de Baltar une ogive nucléaire et la fait exploser alors que l'installation sur la Nouvelle Caprica est imminente, ce qui permet aux Cylons de trouver aisément la nouvelle colonie.
Lors de l'occupation, la Numéro Six liée avec Baltar sur Caprica (connue désormais sous le nom de Caprica-Six) intervient à plusieurs reprises en faveur des colons, notamment sur la manière dont son peuple traite ceux-ci. Lorsqu'Athéna se suicide et ressuscite pour sauver sa fille, Héra, Caprica l'aide à s'enfuir pour le Galactica à condition de l'accompagner.

### Numéro huit
Actrice : Grace Park (VF : Marie-Ève Dufresne)
Le lieutenant Sharon « Boomer » Valerii est une pilote du Galactica. Elle est en réalité une copie du modèle Cylon numéro huit et est programmée pour penser qu'elle est humaine, jusqu'à ce qu'elle soit activée pour accomplir sa tâche. Elle a des trous de mémoires dus à sa nature et s'aperçoit petit à petit qu'elle n'est pas ce qu'elle semble être. Son conflit de personnalité prend de l'ampleur jusqu'à ce qu'elle soit sûre de sa nature, après avoir tiré sur le commandant William Adama. Elle ressuscite chez les Cylons lorsqu'elle est tuée par une froide vengeance. Elle mène alors une révolution dans la motivation des Cylons à détruire l'espèce humaine, mais assimile assez rapidement son nouveau rôle.
Une autre copie est stratégiquement mise aux côtés de Karl « Helo » Agathon sur Caprica. Elle semble vouloir aider le copilote à quitter la planète et est pleinement consciente de son essence Cylon. Avec le temps, la relation entre les deux évolue et elle tombe enceinte d'Helo. À son arrivée sur le Galactica, elle est incarcérée et manque de se faire violer grâce à l'intervention d'Helo. Elle accouche de sa fille Héra, mais croit qu'elle est mort-née. Elle acquiert la confiance des hauts-gradés de la flotte et est libérée de sa prison avant de prêter serment d'allégeance aux colons.
Elle reçoit alors le surnom d'Athéna, permettant une meilleure distinction des autres copies. Elle participe activement à la libération des colons de la Nouvelle Caprica. Lorsqu'elle apprend que son enfant n'est pas morte, mais se trouve sur un vaisseau Cylon, elle demande à son mari de la tuer pour ressusciter dans le vaisseau gardant son bébé. À l'aide de Caprica-Six, elle retourne sur le Galactica, saine et sauve avec son enfant.

## Personnages secondaires

### Saul Tigh
Acteur : Michael Hogan (VF : Michel Voletti)
Le colonel Tigh est le premier officier du Galactica et l'ami personnel du commandant William Adama. Malgré son alcoolisme qui aurait probablement causé la perte de ses fonctions sur un autre vaisseau, le commandant Adama le protège et lui donne son entière confiance ; notamment grâce à sa fiabilité lorsqu'il s'agit de questions militaires, jouissant de sa longue expérience lors de périodes de crises. Néanmoins, il lui arrive d'agir outre mesure lorsqu'il se sent dépassé par les événements. Le colonel Tigh est en conflit quasi permanent avec le pilote Kara Thrace, bien que leurs relations s'améliorent lors de l'installation de la flotte sur Nouvelle Caprica, où il dirige la résistance.
Lors de sa détention dans les geôles cylons, il est torturé et perd son œil droit. Une fois libéré, il prépare le second exode avec son groupe de résistance. De retour sur le Galactica, il se tourmente d'avoir tué sa propre femme Ellen (qui collaborait avec les cylons). Cet acte entraîne une profonde déprime du Colonel ; déprime qui ne commence à cesser que lorsqu'il reprend son poste de second aux côtés du commandant Adama.
Lorsque la flotte approche de la nébuleuse ionienne, il entend partout une étrange musique que personne d'autre ne peut percevoir et est amené à comprendre qu'il fait partie des cinq derniers cylons.

### Galen «Chef» Tyrol
Acteur : Aaron Douglas (VF : Olivier Cordina)
Galen Tyrol, surnommé Chef, est le sous-officier le plus haut gradé du Galactica et le premier maître chargé de l'entretien des vaisseaux spatiaux. Il a un don pour l'improvisation et parvient à concevoir un prototype de vaisseau furtif qui jouera un rôle important contre les cylons. Il tente de garder secrète sa relation amoureuse avec Sharon « Boomer » Valerii, sans succès.
Lorsque celle-ci est découverte comme étant une cylon, il tombe dans une dépression et craint d'être lui-même en être un. L'instabilité psychologique qui résulte de cette découverte a pour conséquence un accès de fureur envers Cally qu'il frappe très violemment. Toutefois, cette dernière exprime ses sentiments envers Chef, et, une fois installés sur Nouvelle Caprica, deviennent époux et heureux nouveaux parents de Nicolas.
Lors de l'arrivée des cylons sur la nouvelle colonie, Tyrol participe activement à la résistance en organisant des attaques. À son retour sur le Galactica, il reprend son ancien poste. Lors de l'étape sur la planète des algues, il découvre une vieille caverne où se trouve le temple de Jupiter, édifié quelque quatre mille ans auparavant et dont le but est de montrer le point suivant vers la localisation de la Terre. Il parvient à arrêter Gaius Baltar, que tous croyaient morts.
Fidèle à lui-même, il reconstruit le syndicat ouvrier de la flotte avant de se découvrir cylon lorsque le Galactica arrive près de la nébuleuse ionienne.

### Karl «Helo»  Agathon
Acteur : Tahmoh Penikett (VF : Bruno Forget)
Le lieutenant Karl « Helo » Agathon semble être l'un des seuls humains à avoir survécu à l'attaque cylonne sur Caprica.
Il s'y retrouve coincé en offrant sa place à bord du rapace - dont il est l'officier des contre-mesures électroniques - au docteur Gaius Baltar. Sur Caprica, il mène une vie de fugitif jusqu'à ce qu'il rencontre son pilote, Sharon Valerii. Ils tenteront de s'enfuir de la planète ensemble, et à la suite de ces nombreuses épreuves, ils tombent tous deux amoureux l'un de l'autre. Par la suite, il se révélera que Sharon n'est autre qu'un clone du modèle Numéro 8 des cylons humanoïdes. Cela n'entachera en rien son amour pour elle.
Peu après le retour à bord du Galactica, Helo éprouve de nombreuses difficultés à la suite de l'enfermement de Sharon. Leur couple affronte alors de nombreux obstacles, le principal étant le prétendu décès de leur fille. Il prend du galon après les épisodes de Nouvelle Caprica en devenant le second du Galactica pendant que Tigh se remet de ses traumatismes. À la suite d'un stratagème de son épouse, il devient le plus heureux des hommes en récupérant sa fille.

### Felix Gaeta
Acteur : Alessandro Juliani (VF : Thierry Bourdon)
Le sous-lieutenant Felix Gaeta est le responsable de la coordination tactique et des bonds PRL à bord du Galactica. C'est un homme intelligent qui le démontrera à de nombreuses occasions au cours de l'aventure.
Il voue une grande admiration à Gaius Baltar, scientifique lui aussi, qu'il suit lors de sa présidence sur Nouvelle Caprica. En voyant la situation dégradante que subissent les colonies humaines sur cette planète, il s'improvise informateur anonyme auprès des résistants en leur donnant de précieuses informations sur les cylons ainsi que leurs installations.
Durant une mission visant à découvrir l'emplacement de la Terre, Felix Gaeta est mutilé à une jambe. De retour sur le Galactica, il est contraint de la perdre. Peu à peu, il devient hostile aux décisions de l'amiral Adama et de la présidente Roslin vis-à-vis des cylons rebelles. Gaeta fomente alors une mutinerie avec Tom Zarek qui provoquera leur mort à la suite de l'échec de cette rébellion.

### Cally Henderson Tyrol
Actrice : Nicki Clyne (VF : Sophie Froissard)
Cally fait partie de l'équipage du pont, commandé par le chef Galen Tyrol qui a l'admiration, le respect et la loyauté de son personnel, en particulier Cally.
Son rôle consiste à réparer et entretenir les Vipers et Rapaces, en les maintenant en état de vol.
Lors de l'installation des Coloniaux sur Nouvelle Caprica, elle se marie avec le chef Tyrol, et ils ont un enfant ensemble.
À la fin de l'épisode 3 de la saison 4 nous voyons Cally se faire éjecter d'un sas du Galactica par Tory Foster, l’assistante de la présidente Laura Roslin, après que Cally ait découvert que Tory Foster, Saul Tigh et Galen Tyrol, le père de son enfant, étaient des cylons.
On apprend dans la saison 4 que le père biologique de l'enfant qu'elle a eu n'était pas le chef Galen Tyrol mais un des pilotes du Galatica, Brendan « Hot Dog » Constanza.

### Anastasia «Dee» Dualla
Actrice : Kandyse McClure (VF : Fatiha Chriette)
La maître Anastasia « Dee » Dualla est la responsable des communications sur le Galactica. Elle et Billy Keikeya entretiennent une relation courtoise depuis qu'ils se sont croisés dans les couloirs du vaisseau, bien qu'elle tombe réellement amoureuse de Lee Adama, qu'elle épousera et grâce à qui elle est promue lieutenant et devient commandante en second sur le Pegasus jusqu'à sa destruction.
Tandis que la relation entre Kara Thrace et Lee prend des tournures inattendues, Dualla tente bien que mal de garder son couple intact. Elle finit par se séparer de Lee lorsque celui-ci plaide pour la libération de Gaius Baltar.
Elle se suicide après la découverte d'une Terre dévastée par la guerre nucléaire.

### Billy Keikeya
Acteur : Paul Campbell (VF : Geoffrey Vigier)
Billy Keikeya est l'assistant personnel de la présidente Laura Roslin. Dès son arrivée sur le Galactica, il tombe amoureux d'Anastasia Dualla. Il n'a pas peur de présenter ses convictions à la présidente et lui est toujours loyal. Roslin le considère presque comme son fils. Le décès de Keikeya lors d'une prise d'otages dans un bar affecte gravement la présidente.

### Sherman Cottle
Acteur : Donnelly Rhodes (VF : Philippe Ariotti)
Le docteur Cottle est l'officier médical en chef du Galactica et porte le rang de major. Puisque le vaisseau devait être désarmé, il est seul véritable chirurgien, assisté de quelques infirmiers. Cottle est quelque peu excentrique : il fume en permanence et n'est impressionné par personne, quel que soit son titre, son grade ou son espèce.
Sur Nouvelle Caprica, il se distingue en soignant aussi bien des humains que des cylons blessés durant les attentats perpétrés par la résistance humaine.

## Personnages récurrents

### Tom Zarek
Acteur : Richard Hatch (VF : Bruno Dubernat)
Originaire de la planète Sagittaron, cet indépendantiste a purgé de nombreuses années de prison pour terrorisme. Élu délégué de sa planète au Quorum des Douze, il entretient une relation ambiguë avec la Présidente Roslin, s'opposant inlassablement à sa politique, tout en la soutenant lors de ses conflits avec les militaires.
À la suite de l'alliance entre les humains et les rebelles cylons que Roslin impose au Quorum des Douze dans la saison 4 (épisode 15), Zarek fomente un coup d'État avec l'aide de Félix Gaeta. Ils échouent et sont tous deux exécutés.

### Samuel Anders
Acteur : Michael Trucco (VF : Ludovic Baugin)

### Numéro trois
Actrice : Lucy Lawless (VF : Vanina Pradier)

### Leoben Conoy ou Numéro deux
Acteur : Callum Keith Rennie (VF : Gilbert Levy)

### Ellen Tigh
Actrice : Kate Vernon (VF : Laura Zichy puis Frédérique Cantrel)
Ellen Tigh, épouse du colonel Tigh, se distingue par son côté volage. Bien que sincèrement éprise de son mari et intriguant pour le favoriser, elle a sur lui une influence néfaste. Elle se trouve être une Cylon membre des « cinq derniers » modèles cylons découvert dans les derniers épisodes de la série.

### Romo Lampkin
Acteur : Mark Sheppard (VF : Fabien Jacquelin)
Brillant avocat originaire de Caprica, il a été l'élève du fameux juriste Joseph Adama, père de l'amiral William Adama. Il a appartenu au bureau colonial des contentieux sur Caprica. Lampkin est choisi pour assurer la défense de Gaius Baltar, accusé de haute trahison, dont il obtient l'acquittement (Croisements — 2e partie). Succédant à Laura Roslin et à Lee Adama, il devint le dernier Président des Douze Colonies de Kobol, avant la dispersion sur Terre des 39 000 derniers survivants coloniaux.

### Louanne « Kat » Katraine
Actrice : Luciana Carro (VF : Philippa Roche)
Kat est lieutenant et pilote du groupe de chasse du Battlestar Galactica. Rivale de Starbuck, les deux pilotes parviennent à abattre ensemble le Raider cylon connu sous le nom de Scar durant la saison 2. Après que la flotte militaire eut fui Nouvelle Caprica, elle devint Chef d'Escadrille du Galactica avec le grade de capitaine. Après le sauvetage des coloniaux sur Nouvelle Caprica, elle prend la tête d'une des patrouilles de l'escadrille qui est à nouveau commandée par Apollo. Plus tard, elle a escorté plusieurs vaisseaux civils au travers d'un amas stellaire émettant de fortes radiations qui l'ont fortement atteinte et ou, malgré l'ordre de quitter l'amas elle a retrouvé le Faru Sadin, un vaisseau égaré dans l'amas. Il s'avèrera qu'elle a falsifié son dossier militaire, masquant le fait qu'elle a fait partie d'un réseau de contrebande utilisé par les Cylons pour infiltrer les agents chargés de saboter les défenses coloniales. Elle meurt des suites de sa forte exposition aux radiations et l'Amiral Adama la nomme alors Chef d'Escadrille à titre posthume.

### Elosha
Actrice : Lorena Gale (VF : Maïté Monceau)
Prêtresse du culte colonial présente lors de la cérémonie de désarmement du Battlestar Galactica. Également présente à bord du Transporteur Colonial 798 lors de son retour vers Caprica, c'est là qu'elle apprend l'attaque cylon. Quand Laura Roslin apprend qu'elle est la dernière sur l'ordre de succession présidentiel à être vivante, c'est Elosha qui procède à la prestation de serment de Roslin. Elle demeure assez proche de Roslin, notamment quand cette dernière commence à lui faire part de ses visions prophétiques. Elosha meurt sur Kobol, tuée par une mine Cylon, alors qu'elle accompagne l'équipe de reconnaissance partie à la recherche de la Tombe d'Athéna.

### John Cavil ou Numéro un
Acteur : Dean Stockwell (VF : Bernard Soufflet)
Le frère Cavil est un cylon humanoïde. Même s'il a endossé le rôle d'un prêtre pour infiltrer les coloniaux, il n'a pas le sens religieux. Au contraire, il dénigre même la religion monothéiste de sa propre espèce. Il est favorable à la limitation du « cheptel » humain à une quantité contrôlable, voire à son éradication complète. Il est le premier modèle humanoïde créé par les Cinq Derniers. Aigri par sa ressemblance avec les humains, qui selon lui le limite mentalement et physiquement, il se révolte contre ses créateurs, les tue et les envoie, après avoir bloqué leur mémoire, sur les 12 colonies afin que ceux-ci contemplent la laideur de l'humanité et assistent à leur extermination par les cylons. Personnage sadique, selon l'expression d'Ellen, il profite de l'amnésie des cinq derniers pour les faire souffrir, en torturant le colonel Tigh et en lui arrachant un œil et en forçant Ellen à coucher avec lui. Il se suicide lors de l'affrontement final avec le Galactica.

### Numéro cinq
Acteur : Matthew Bennett (VF : Lionel Tua pour la télésuite, Yann Pichon pour la série)

### Helena Cain
Pour les articles homonymes, voir Cain (homonymie).
Actrice : Michelle Forbes (VF : Juliette Degenne)
L'Amirale Helena Cain commande le Pegasus, le seul autre battlestar rescapé de la destruction des Douze Colonies de Kobol. De tempérament inflexible et autoritaire, elle est prête à sacrifier des civils pourvu que les objectifs militaires soient atteints. Le manquement à l'obéissance de ses subordonnés est passible de mort. Elle prend le commandement de la Flotte militaire coloniale lorsque le Pégasus retrouve le Galactica et la Flotte civile où elle s'attire l'inimitié du Commandant Adama et du gouvernement civil, au point où le Commandant et l'Amirale organisent l'assassinat de l'autre avant de renoncer. Elle meurt peu de temps après la bataille contre le vaisseau résurrection, assassinée par une Six retenue prisonnière, torturée et évadée sur le Pegasus. À sa mort, Adama est promu au grade d'Amiral en remplacement de Cain.

### Tory Foster
Actrice : Rekha Sharma (VF : Sabeline Amaury)
Tory Foster était une permanente du Parti Fédéraliste à Delphi, sur Caprica avant la Chute. Après la mort de Billy, elle devient l’assistante de la présidente Laura Roslin. C’est une des « cinq derniers », les modèles de cylons humanoïdes qui auraient vu la Terre. Bien que dévouée à sa présidente avant d’apprendre la vérité à son sujet, elle n’hésite pas dès que l’occasion lui en est donnée à partir avec les rebelles cylons et ainsi tourner le dos à son passé humain. Elle est tuée par Tyrol quand ce dernier découvre qu'elle a tué Cally.

### Brendan «Hot Dog» Constanza
Acteur : Bodie Olmos (VF : Pascal Grull)
Brendan « Hot Dog » Constanza : il devient un cadet pilote de Viper à la mort de plusieurs officiers sur le pont du chef Galen Tyrol. Véritable tête brûlée et inexpérimenté au départ, il gagne assez d'expérience pour participer à des missions importantes.
Il a un enfant à la suite de sa relation avec Cally.

### Margaret «Racetrack» Edmonson
Actrice : Leah Cairns (VF : Philippa Roche)

### Diana «Hardball» Seelix
Actrice : Jen Halley / Première apparition : À la recherche de la Terre / Nombre d'épisodes : 17
Diana Seelix fait partie du personnel navigant à bord du Galactica et possède une formation médicale de base. Elle participe à une mission sur Kobol, au cours de laquelle elle aide à euthanasier le mécano Socinus, mortellement blessé. Pendant l'occupation de la Nouvelle Caprica, elle rejoint la résistance et après l'exode et le retour des survivants de la Nouvelle Caprica dans la flotte, elle est choisie par le président Tom Zarek pour faire partie d'un tribunal d'exception secret de six membres qui a pour tâche d'éradiquer les anciens collaborateurs des cylons.  La commission est dissoute lorsque la présidente Roslin déclare une amnistie générale. Seelix souhaite devenir pilote de viper, mais le CAG s'oppose à ce changement, jugeant ses fonctions critiques pour le Galactica.  À la suite de la grève commencée dans l'usine de Thylium, la présidente Roslin est amenée à réfléchir sur le type de société qui est en train d'émerger, avec ses castes héréditaires et son absence de liberté individuelle, société dénoncée par Gaius Baltar qui en fait son cheval de bataille contre le gouvernement. Seelix profite d'un revirement de politique et est intégrée dans le programme de formation des pilotes. Elle reçoit le surnom de « Hardball » (dure à cuire) .

### Alex «Crashdown» Quartararo
Acteur : Sam Witwer (VF : Sylvain Gilet)
Le lieutenant Alex Quartararo arrive sur le Galactica peu de temps après l'attaque des Douze Colonies où il devient le nouveau coéquipier de Sharon Valerii qui parle de lui comme un « naufragé du Triton » ce qui laisse penser qu'il était membre de l'équipage du battlestar Triton détruit pendant l'attaque. Il participe à la mission de reconnaissance sur Kobol qui est interceptée par les Cylons. Il organise une mission pour détruire un lance-missile SAM cylon menaçant l'arrivée d'une expédition de sauvetage, mais se révèle incompétent et inflexible. Il est tué au cours de l'attaque par Gaius Baltar alors qu'il menaçait d'exécuter Cally, qui commençait à paniquer.

### Simon ou Numéro quatre
Acteur : Rick Worthy (VF : Frantz Confiac)
Simon est le cylon Numéro quatre, et le médecin des cylons humanoïdes. L'une de ses copies soigne Kara Thrace sur Caprica, avant qu'elle ne découvre que les lieux servent à mener des expériences sur la reproductivité.

### James «Jammer» Lyman
Acteur : Dominic Zamprogna (VF : Pascal Grull)
Jammer est un membre de l'équipage du pont du Galactica, sous les ordres de Galen Tyrol. Lors de l'occupation de Nouvelle Caprica par les Cylons, il fait d'abord partie de la résistance avant de rejoindre la police. Il participe à l'arrestation de Cally mais choisit de la libérer au dernier moment. Il est tué par le Cercle.

### «Socinus»
La recrue Socinus est un membre de l'équipage du Galactica. Il sert dans l'équipe chargée du fonctionnement du pont d'envol sous les ordres de Galen Tyrol. Il est mis en prison pour négligence après qu'il a avoué - à tort - devant le tribunal indépendant institué par Adama avoir laissé des accès ouverts permettant à Boomer de faire exploser les cuves d'eau potable du vaisseau. Il est tué sur Kobol lors du crash de son vaisseau.